# Mockritz (Elsnig)
Mockritz ist ein Ortsteil der Gemeinde Elsnig im Landkreis Nordsachsen in Sachsen.

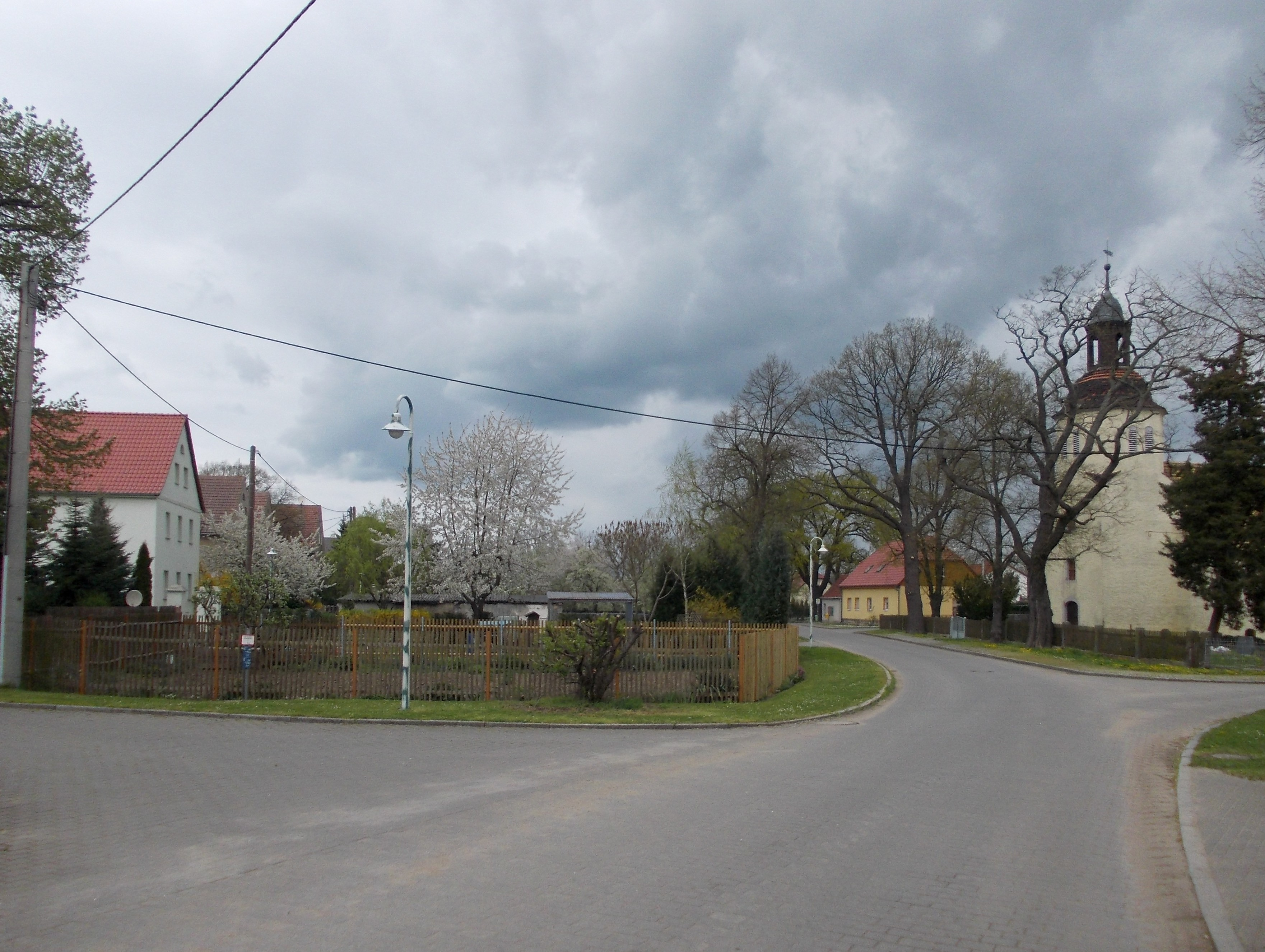
Hauptstraße in Mockritz

## Lage
Mockritz liegt auf einer erhöhten Ebene südöstlich von Neiden und nördlich der Stadt Torgau in der Elbaue an einem Altarm unweit des Stromes, der östlich vorüberfließt. Verkehrsmäßig ist der Ortsteil über Verbindungsstraßen von Neiden und Döbern erreichbar.

## Geschichte
1198 wurde ein Herrensitz eines Einzelgutes am Platz von Mockritz urkundlich erwähnt. Das Gut nannte sich Tiedoldus de Mocrus; 1350 nannte man das Platzdorf Mockerwics und 1529 Mockritz. Von 1606 bis 1797 wurde das Rittergut Kreischa genannt. Entweder war das der Name des neuen Besitzers oder eines anderen Dorfes, von wo aus das Gut bewirtschaftet wurde. 1895 bewirtschafteten die Bauern und das Gut in ihrer Gemarkung 835 Hektar Land. 1818 wohnten hier 184 Personen, 1964 waren es 207 und 1949 insgesamt 419.
Bereits 1974 wurde das Dorf in Elsnig eingemeindet.